# Álvaro Manrique de Zúñiga
Álvaro Manrique de Zúñiga, nacido Álvaro de Zúñiga y Sotomayor (Salamanca, 29 de mayo de 1532-Sevilla, 3 de marzo de 1604), fue un noble personaje español, perteneciente a la casa de Zúñiga. A lo largo de su vida, acumuló los cargos y títulos de I marqués de Villamanrique, con el señorío previo de Mures (Sevilla), del que fue su II señor, I señor de Gines (Sevilla), virrey de Nueva España, presidente de la Real Audiencia de México y comendador de la Orden de Santiago.

## Nacimiento y filiación
Nació el 29 de mayo de 1532 en Salamanca, siendo el séptimo hijo, sexto de los varones, de Teresa de Zúñiga y Manrique de Lara, III duquesa de Béjar, III duquesa de Plasencia, II marquesa de Ayamonte, II marquesa de Gibraleón, IV condesa de Bañares, grande de España, y de su esposo Alonso Francisco de Zúñiga y Sotomayor, IV conde de Belalcázar y IV vizconde de la Puebla de Alcocer. Eran sus hermanos mayores Manuel, Alonso, Francisco, Antonio, Diego, presbítero, así como una hermana, única hembra, llamada Leonor, y los menores, Álvaro y Pedro.

## Matrimonio y descendencia
Contrajo matrimonio en 1562 con su pariente Blanca Enríquez de Almansa y Velasco, hija de Diego López de Zúñiga y Velasco, IV conde de Nieva, virrey del Perú, y de su esposa María Enríquez de Almansa y Ulloa. Álvaro otorgó el 19 de septiembre de 1564 escritura de cobro de la dote de 20 mil ducados de su esposa Blanca, pagados por su madre y su hermano Antonio, V conde de Nieva. Tuvieron cinco hijos:
- Teresa,que falleció en Sevilla cuando sus padres se encontraban en Nueva España.[1]
- Francisco de Guzmán y Zúñiga,[1] que heredó su estado, convirtiéndose en el II marqués de Villamanrique, y casado con su prima hermana, Beatriz de Velasco y Ramírez de Arellano.[2]
- Francisca, que falleció en 1589 en su adolescencia, durante su estancia virreinal novohispana.[1]
- Pedro, que se hizo religioso en la Orden de San Agustín y posteriormente misionero en las Filipinas. Murió en 1622 en Nagasaki como mártir y fue beatificado en 1867;[1][5]
- Beatriz de Velasco, que se hizo religiosa, monja en el convento de la Madre de Dios en Sevilla con el nomnre de Beatriz de la Cruz Zúñiga.[6]

Fue padre también de Leonor, monja en el convento de Santa Paula en Sevilla. En su testamento, el marqués no cita a su hija Leonor como legítima, tal como se refiere a sus hijos Beatriz y Francisco.

## Herencia y señoríos
Álvaro, por ser uno de los hijos menores, no tenía derecho a ninguno de los títulos familiares. Sin embargo, en 1565, a la muerte de su madre, heredó el mayorazgo de Gines (Sevilla), fundado por su abuela Leonor Manrique de Castro, y refundado por su madre, quien creara señoríos para sus tres hijos menores aún vivos, por lo que comenzó a llamarse Álvaro Manrique de Zúñiga y Sotomayor, de acuerdo a una cláusula del citado mayorazgo.
Poco después, se convirtió también en señor de Mures, segundo de los mayorazgos creados por su madre Teresa, después de la muerte de su hermano Pedro, quien al morir sin descendencia en 1570, según estipulaba una cláusula de su mayorazgo, este revertía en su hermano Álvaro.
Por escritura de 30 de diciembre de 1576 fundó un juro para el Convento de Nuestra Señora la Reina de los Ángeles, de Sevilla, para dotar anualmente a huérfanas de Ayamonte (Huelva), Burguillos (Sevilla) y Capilla (Badajoz).

## Miembro del cabildo de Sevilla
Álvaro, como representante del cabildo de Sevilla, sostuvo un pleito en 1576 de competencia con el Tribunal de la Inquisición de Sevilla sobre la celebración de autos públicos y otros asuntos.

## Al servicio del rey Felipe II de España
Álvaro sirvió a la Corona de España con eficacia y lealtad, fue comendador de la Orden de Santiago. El rey Felipe II de España le concedió el 4 de febrero de 1575 el título de I marqués de Villamanrique, sobre el señorío previo de Mures.
Participó en el traslado solemne de los restos mortales de San Leandro, San Fernando III, rey de Castilla y León, de su esposa la reina Beatriz, de su hijo Alfonso X de Castilla rey de Castilla y León, de otros infantes y de la imagen de la Virgen de los Reyes, de la capilla real antigua a la capilla real nueva de la catedral de Sevilla realizado el 13 de junio de 1579, siendo uno de los portadores del féretro del rey don Fernando.

## Virrey de Nueva España
Álvaro, ya I marqués de Villamanrique, fue nombrado por el rey Felipe II el 26 de febrero de 1585 virrey, gobernador y capitán general de Nueva España, así como presidente de la Real Audiencia de México. Por escritura fechada en Madrid el 13 de marzo de 1585 el marqués de Villamanrique da recibo de los documentos recibidos de mano de Juan de Ledesma a mandato del rey:
- Título de virrey y gobernador de la Nueva España, fechado en Zaragoza el 26 de febrero de 1585.
- Título de capitán general de la Nueva España.
- Título de presidente de la Real Audiencia de México.
- Información de lo que tiene que hacer en el ejercicio de los dichos cargos.
- Cédula real para que vaya de capitán general de la flota que fuere.
- Cédula real para que pueda llevar a la marquesa, su esposa.
- y otras cédulas más, referentes a los dineros a recibir para el viaje, personas que lo acompañaran.[16]

Recibe del rey Felipe II las instrucciones para el cumplimiento de su cargo, de fecha 1 de marzo. "Lo que vos... habéis de hacer en el servicio de Dios N.S. y mío y bien de aquella tierra, además de lo contenido en los poderes que de mí lleváis, es lo siguiente:" (consta de 58 ítems), y de fecha 5 de marzo sobre las obras en realización de la fortaleza de la ciudad (castillo de San Juan de Ulúa) y puerto de Veracruz y le ordena proveerlas de la artillería necesaria para su defensa.
En 1585 Álvaro viajó a Nueva España en la flota y desembarcó acompañado de su esposa Blanca de Velasco en Veracruz el 7 de septiembre e hizo su entrada solemne en la Ciudad de México el 17 de octubre de 1585. Luego tomó cargo de su gobierno, que lo ejerció hasta la venida de su sucesor Luis de Velasco y Castilla, en enero de 1590.
El rey Felipe II, por correspondencia de 1587-1588, le da órdenes para el buen gobierno, informaciones sobre los fiscales de la audiencia, indios en servicio de los mineros, las flotas que van a Nueva España, etc.
El marqués de Villamanrique ordena en 1586 que en la sumisión de los indios chichimecas se respete el buen orden y que estos no se vendiesen como esclavos.
Durante su gobierno hizo cumplir las ordenanzas sobre el comercio de vinos y regulación de los sitios de venta. Dispuso a principios de 1586 cumplir las ordenanzas de la cédula que disponía la secularización de las doctrinas encargadas hasta entonces a las órdenes religiosas, motivo por el que surgieron agrios disgustos con los provinciales de las órdenes de san Agustín, santo Domingo y san Francisco. La ejecución de estas ordenanzas se había suspendido desde años atrás (estando en vigor en tiempos del virrey Martín Enríquez de Almansa).
Por este periodo los saqueos y robos cometidos por los piratas corsarios sir Thomas Cavendish, sir Francis Drake y Walter Raleigh en las aguas del Virreinato de Nueva España continuaron. El 18 de octubre de 1586 Drake capturó el galeón Santa Ana, que venía de Manila. Cavendish saqueó el 6 de agosto de 1587 el puerto de Huatulco y el 3 de septiembre saqueó el puerto de barra de Navidad en territorio de Nueva Galicia (hoy Jalisco). Cavendish también capturó, el 15 de noviembre del mismo año el galeón que venía de Manila en aguas cercanas a la península de Baja California. El marqués de Villamanrique creó un cuerpo de milicias de voluntarios para rechazar cualquier desembarco de los filibusteros y armó dos buques para combatirlos en alta mar.
El Tribunal de la Inquisición de México siguió autos del 1586 al 1589 contra el marqués de Villamanrique, virrey de Nueva España, por abuso de jurisdicción al interceptar y requisar la correspondencia de la Inquisición de México.
La real audiencia de Guadalajara creada años antes obraba independientemente de la de México, sin querer reconocer su supremacía, por lo que el virrey marqués de Villamanrique en 1588 la llamó para establecer jurisdicciones, que les parecieron arbitrarias a los oidores de Guadalajara. Las noticias exageradas de estas diferencias llegaron a la corte de España con cargos exagerados y la mayor parte injustos y se advertía que las injusticias y abusos del virrey marqués de Villamanrique producirían una guerra civil.
En su carta de 11 de mayo de 1588 pide el rey Felipe II al presidente y oidores de la real Audiencia de Guadalajara dar informe de las causas que motivaron impedir el cumplimiento de las provisiones que dio el virrey marqués de Villamanrique
El marqués de Villamanrique firma el 15 de febrero de 1589 el asiento y las capitulaciones que hizo con Juan Bautista de Lomas Colmenares, sobre el descubrimiento y población de Nuevo México, remitiéndolas a la decisión regia con carta de 11 de marzo de 1589.
El rey Felipe II en su carta de 31 de agosto de 1589 informa a Luis de Velasco y Castilla (primo de Blanca de Velasco, esposa del marqués de Villamanrique) que lo ha provisto como virrey de Nueva España. Felipe II nombra como visitador y juez de residencia del virrey marqués de Villamanrique a Diego de Romano, obispo de Tlaxcala. Lamentablemente era el obispo Diego de Romano un enemigo del virrey marqués de Villamanrique por los incidentes habidos en el pasado con el clero mexicano. El obispo lo sentenció y ordenó el embargo de sus bienes libres (hasta la ropa blanca de la marquesa). El nuevo virrey Luis de Velasco hizo su entrada solemne en la Ciudad de México el 27 de enero de 1590. El marqués de Villamanrique permaneció hasta febrero de 1590 en México, regresando luego a España.
Escribió Advertimientos que el marqués de Villamanrique dio al virrey Luis de Velasco, marqués de Salinas, su sucesor en el gobierno de Nueva España, por mandato de su majestad y Declaraciones del marqués de Villamanrique en relación a los cargos que contra él hizo Diego Romanos, Obispo de Tlaxcala publicados en 1590. También redactó Memorial sobre la estadía de Álvaro Manrique de Zúñiga, I marqués de Villamanrique, virrey y capitán general de la Nueva España y los asuntos que trató con el arzobispo de México.
Su sucesor, el virrey Luis de Velasco, envía con carta de 18 de abril de 1592 las copias de dos documentos: Cargos que resultan de la visita secreta del obispo de Tlaxcala, Diego Romanos, tomada a Álvaro Manrique de Zúñiga, marqués de Villamanrique y Memorial del marqués de Villamanrique a Su Majestad.
Por carta de 23 de junio de 1590 el rey Felipe II informa al virrey Luis de Velasco sobre el nuevo camino de Veracruz a México hecho por orden del virrey marqués de Villamanrique, y le pide aclarar las discrepancias entre los pro y contra de la obra. Asimismo, le pide información sobre la discordia y diferencias habidas entre el marqués de Villamanrique y la Audiencia de Guadalajara sobre la provisión de oficios y cosas de gobierno.

## De regreso a España
Encontrado culpable de los cargos que se le imputaron, regresó a España deshonrado y arruinado. Entre las penas que se le impusieron, estaba la del exilio de la corte, por lo que se tuvo que establecer nuevamente en Sevilla, además de la prohibición de ocupar cualquier tipo de cargo público, y el embargo de todos sus bienes libres.
Por real cédula de 29 de marzo de 1599 el rey Felipe III le perdona la condena en que había incurrido tras la visita que se tomó por su oficio de virrey de la Nueva España y lo habilita de nuevo para ocupar oficios de virrey, gobierno, justicia, guerra y hacienda, de los que se le había privado a perpetuidad.
Al fallecer su cuñada Brianda Sarmiento de la Cerda el 2 de enero de 1602, presentó el marqués de Villamanrique el testamento otorgado en Madrid por su madrastra el 23 de noviembre de 1601, como albacea y ejecutor del mismo.

## Fallecimiento
El marqués de Villamanrique hizo su testamento el 5 de noviembre de 1601 y lo otorgó el 8 de febrero de 1602. Falleció en Sevilla el 3 de marzo de 1604, sin haber alcanzado la resolución del Consejo de Indias que ordenaba alzar el embargo de sus bienes libres.